# Зураб Звіадаурі
Зураб Звіадаурі (груз. ზურაბ ზვიადაური, нар. 2 липня 1981, Ахмета, Кахетія) — грузинський дзюдоїст, чемпіон Літніх Олімпійських ігор 2004 в Афінах, перший олімпійський чемпіон незалежної Грузії. Першу золоту медаль для своєї країни здобув 18 серпня 2004 року.

## Життєпис
Чемпіон світу 2000 року серед юніорів. Срібний призер І Юнацьких Олімпійських Ігор (Москва-1998). На Кубках Світу завоював 13 нагород, серед яких 7 золотих.
У фіналі Олімпійських ігор-2004 Звіадаурі з оцінкою іппон виграв у японця Ідзумі Хіросі. Цікаво, що на тій же Олімпіаді 2004 року олімпійським чемпіоном із дзюдо у вазі до 81 кг став його двоюрідний брат Іліас Іліадіс, уроджений Жарджі Звіадаурі, який виступав за Грецію. Перемога на Олімпіаді стала піком спортивної кар'єри для грузинського дзюдоїста. У боротьбі за місце в збірній на Олімпійських іграх 2008 року Зураб поступився чемпіону світу-2007 Іраклію Цирекідзе, який потім в Пекіні також виграв олімпійське «золото».
У 2011 завершив активні виступи на татамі. Численні травми і світський спосіб життя в кар'єри останні роки його спортивно не дозволили йому повернутися на колишній рівень.
У жовтні 2012 року Зураб Звіадаурі здобув перемогу на виборах мажоритарного депутата в парламент Грузії від Ахметського району.

## Державні нагороди
- Президентський орден Сяйво (Грузія, 2018)[2]